# Chile Open 2023 - Qualificazioni singolare
Le qualificazioni del singolare del Chile Open 2023 sono state un torneo di tennis preliminare per accedere alla fase finale della manifestazione. I vincitori dell'ultimo turno sono entrati di diritto nel tabellone principale. In caso di ritiro di uno o più giocatori aventi diritto a questi sono subentrati i lucky loser, ossia i giocatori che hanno perso nell'ultimo turno ma che avevano una classifica più alta rispetto agli altri partecipanti che avevano comunque perso nel turno finale.

## Teste di serie
1. Hugo Gaston (primo turno)
2. Juan Manuel Cerúndolo (qualificato)
3. Camilo Ugo Carabelli (qualificato)
4. Yannick Hanfmann (qualificato)

1. Jozef Kovalík (primo turno)
2. Felipe Meligeni Alves (primo turno)
3. Franco Agamenone (primo turno)
4. Riccardo Bonadio (qualificato)

## Qualificati
1. Riccardo Bonadio
2. Juan Manuel Cerúndolo

1. Camilo Ugo Carabelli
2. Yannick Hanfmann

### Lucky loser
1. Carlos Taberner

## Tabellone

### Legenda
| - Q = Qualificato - WC = Wild card - LL = Lucky loser | - ALT = Alternate - SE = Special Exempt - PR = Protected Ranking | - w/o = Walkover - r = Ritirato - d = Squalificato |

### Sezione 1
|  | Primo turno | Primo turno      | Primo turno | Primo turno | Primo turno |  |  | Ultimo turno | Ultimo turno     | Ultimo turno     | Ultimo turno | Ultimo turno |  |
|  |             |                  |             |             |             |  |  |              |                  |                  |              |              |  |
|  | 1           | Hugo Gaston      | Hugo Gaston | 610         | 5           |  |  |              |                  |                  |              |              |  |
|  |             | Renzo Olivo      | Renzo Olivo | 7           | 7           |  |  |              | Renzo Olivo      | Renzo Olivo      | 4            | 2            |  |
|  | WC          | Gonzalo Lama     | 3           | 0           | r           |  |  | 8/Alt        | Riccardo Bonadio | Riccardo Bonadio | 6            | 6            |  |
|  | 8/Alt       | Riccardo Bonadio | 6           | 2           |             |  |  |              |                  |                  |              |              |  |

### Sezione 2
|  | Primo turno | Primo turno                | Primo turno           | Primo turno | Primo turno |  |  | Ultimo turno | Ultimo turno          | Ultimo turno          | Ultimo turno | Ultimo turno |  |
|  |             |                            |                       |             |             |  |  |              |                       |                       |              |              |  |
|  | 2           | Juan Manuel Cerúndolo      | 1                     | 6           | 7           |  |  |              |                       |                       |              |              |  |
|  | Alt         | Marcelo Tomás Barrios Vera | 6                     | 3           | 5           |  |  | 2            | Juan Manuel Cerúndolo | Juan Manuel Cerúndolo | 6            | 6            |  |
|  |             | Federico Delbonis          | Federico Delbonis     | 6           | 6           |  |  |              | Federico Delbonis     | Federico Delbonis     | 4            | 4            |  |
|  | 6           | Felipe Meligeni Alves      | Felipe Meligeni Alves | 4           | 2           |  |  |              |                       |                       |              |              |  |

### Sezione 3
|  | Primo turno | Primo turno          | Primo turno          | Primo turno | Primo turno |  |  | Ultimo turno | Ultimo turno         | Ultimo turno | Ultimo turno | Ultimo turno |  |
|  |             |                      |                      |             |             |  |  |              |                      |              |              |              |  |
|  | 3           | Camilo Ugo Carabelli | Camilo Ugo Carabelli | 6           | 6           |  |  |              |                      |              |              |              |  |
|  | Alt         | Facundo Díaz Acosta  | Facundo Díaz Acosta  | 4           | 4           |  |  | 3            | Camilo Ugo Carabelli | 1            | 6            | 6            |  |
|  | WC          | Thiago Seyboth Wild  | 6                    | 4           | 6           |  |  | WC           | Thiago Seyboth Wild  | 6            | 1            | 1            |  |
|  | 7           | Franco Agamenone     | 3                    | 6           | 4           |  |  |              |                      |              |              |              |  |

### Sezione 4
|  | Primo turno | Primo turno       | Primo turno       | Primo turno | Primo turno |  |  | Ultimo turno | Ultimo turno     | Ultimo turno     | Ultimo turno | Ultimo turno |  |
|  |             |                   |                   |             |             |  |  |              |                  |                  |              |              |  |
|  | 4           | Yannick Hanfmann  | Yannick Hanfmann  | 6           | 6           |  |  |              |                  |                  |              |              |  |
|  |             | Andrea Pellegrino | Andrea Pellegrino | 1           | 1           |  |  | 4            | Yannick Hanfmann | Yannick Hanfmann | 6            | 6            |  |
|  |             | Carlos Taberner   | 7                 | 3           | 6           |  |  |              | Carlos Taberner  | Carlos Taberner  | 4            | 1            |  |
|  | 5           | Jozef Kovalík     | 5                 | 6           | 4           |  |  |              |                  |                  |              |              |  |